# 草加駅
草加駅（そうかえき）は、埼玉県草加市高砂二丁目にある、東武鉄道伊勢崎線の駅である。「東武スカイツリーライン」の愛称区間に含まれている。駅番号はTS 16。

## 年表
- 1899年（明治32年）8月27日：東武鉄道北千住駅 - 久喜駅間開通時に開設[1]。
- 1985年（昭和60年）11月：下り高架ホーム使用開始。
- 1986年（昭和61年）11月1日：上り高架ホーム使用開始[2]。
- 1988年（昭和63年）8月9日：竹ノ塚駅 - 当駅間高架複々線化[3]。伊勢崎線の駅としては初めて、上下ホームにエレベーターを1基ずつ設置。松原団地駅（現・獨協大学前駅）方に引上線が1線増設され、当駅始発・終着列車が設定される。
- 1997年（平成9年）3月25日：当駅 - 越谷駅間高架複々線化。当駅始発・終着列車は越谷駅まで延長され廃止。
- 2010年（平成22年）12月10日：発車メロディ導入。
- 2012年（平成24年）3月17日：「TS 16」の駅番号設定[4]。
- 2016年（平成28年）8月21日：松原団地駅方緩行線線路間に再度引上線が完成。この日より竹ノ塚駅 - 当駅間を回送で使用開始[5]。
- 2024年（令和6年）
  - 2月15日：緩行線ホームドア使用開始[6]。
  - 3月16日：朝夕時間帯に当駅始発・終着列車が再設定される。
- 2025年（令和7年）3月1日：急行線ホームドア使用開始[7]。

## 駅構造
島式ホーム2面6線を有する高架駅である。このうち外側2線は通過線となっている。上り通過線が1番線、下り通過線が6番線に相当し、ホーム番号は2番線から振られている（このため、旅客案内上では東武動物公園駅やJR信越本線長岡駅などと同様、1番線が欠番で2 – 5番線の4線が存在するように見える）。
獨協大学前方の上下緩行線間には引上線があり、竹ノ塚駅止まりの一部列車が当駅まで回送し、この引上線で折返している。2024年（令和6年）3月ダイヤ改正より、朝夕時間帯に限って当駅始発・終着の営業列車が設定された。
地上駅時代は下り線が島式ホームを有する2面3線構造で、待避線は上下共用の中線であった。
上り通過線外側（東側）に保守機械（モーターカー等）の車庫がある。車庫からの線路は上り通過線と合流している。
また、浅草側には上り急行線と上り緩行線間に線路が敷かれているが接続はされておらず、横取装置を使用しているため保守機械用である。

### のりば
下表の路線名は旅客案内上の名称（「東武スカイツリーライン」は愛称）で表記している。
| 番線 | 路線                   | 方向 | 軌道   | 行先                                                                               |
| ---- | ---------------------- | ---- | ------ | ---------------------------------------------------------------------------------- |
| 2    | 東武スカイツリーライン | 上り | 急行線 | 北千住・とうきょうスカイツリー・浅草・ 半蔵門線 渋谷・ 東急田園都市線 中央林間方面 |
| 3    | 東武スカイツリーライン | 上り | 緩行線 | 竹ノ塚・北千住・ 日比谷線 六本木・中目黒方面                                       |
| 4    | 東武スカイツリーライン | 下り | 緩行線 | 獨協大学前・北越谷・北春日部・東武動物公園・ 日光線 南栗橋方面                     |
| 5    | 東武スカイツリーライン | 下り | 急行線 | 新越谷・春日部・東武動物公園・ 伊勢崎線 久喜・ 日光線 南栗橋方面                   |

- 駅名標の隣接駅名表記は急行線と緩行線で分かれており、新越谷駅と西新井駅も同様である。なお、同じ急行停車駅である越谷駅と北千住駅については、前者は下り方の準急・区間準急が各駅に止まるため、後者は全ホーム普通列車が発着出来る構造のため緩行線の駅名となっている。
- 区間準急・準急・区間急行・急行はこの駅で特急や回送列車の通過待ちを行う場合もあるが、越谷駅とは異なり主に朝夕時間帯時のみである。
- 日中における日比谷線方面各停と半蔵門線方面急行の緩急接続は、基本的に上下共に当駅とせんげん台駅で行われる。

### バリアフリー対応
各ホームと改札内コンコースを連絡するエレベーターが各1基設置されている他、エスカレーターは浅草方面ホームと改札内コンコースを連絡するものが2基、春日部方面ホームと改札内コンコースを連絡するものが1基設置されている。スロープは北側の改札口側に設置。この他車椅子・オストメイト対応の多機能トイレが設置されている。

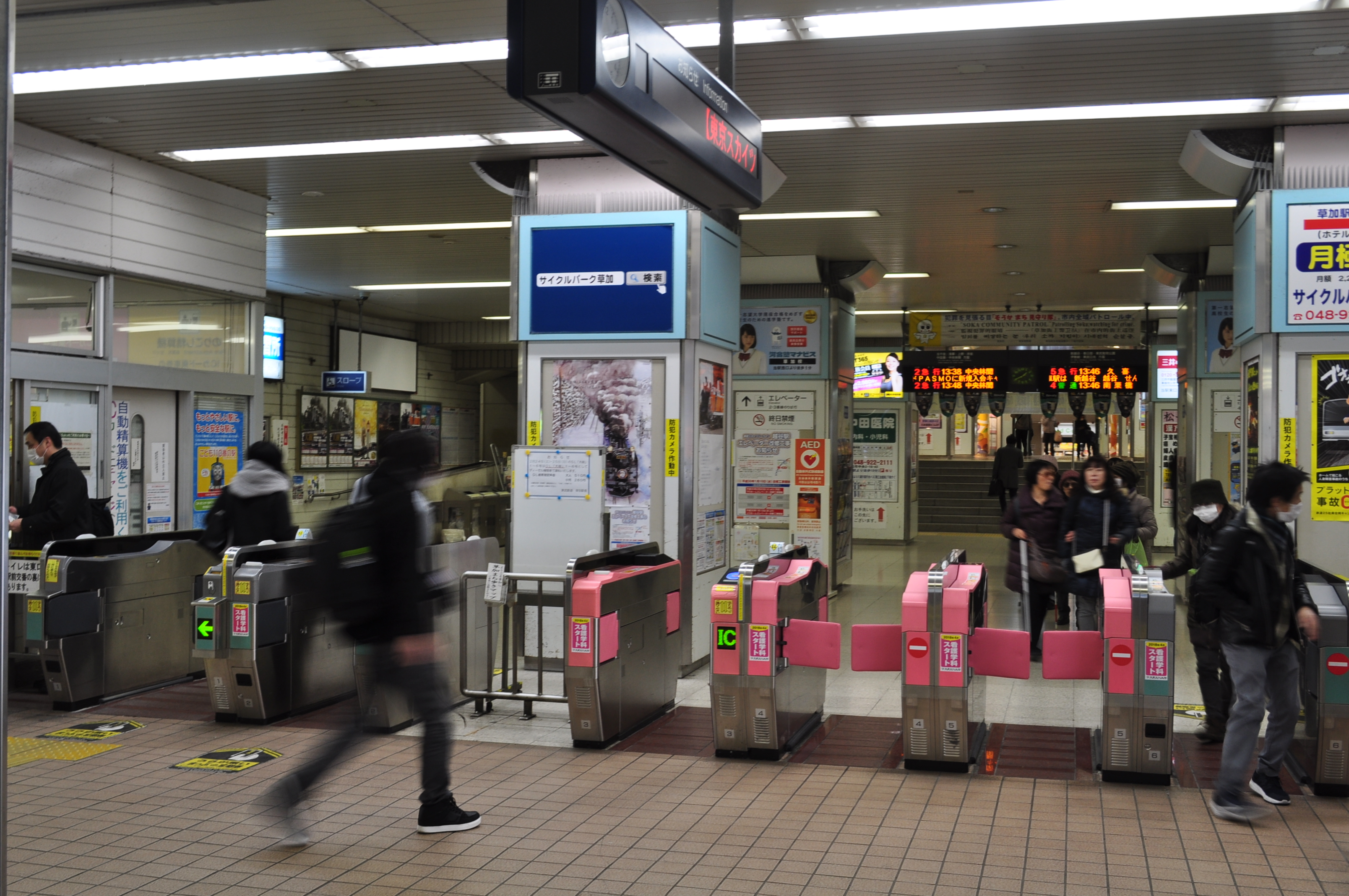
改札口（2018年1月26日撮影）
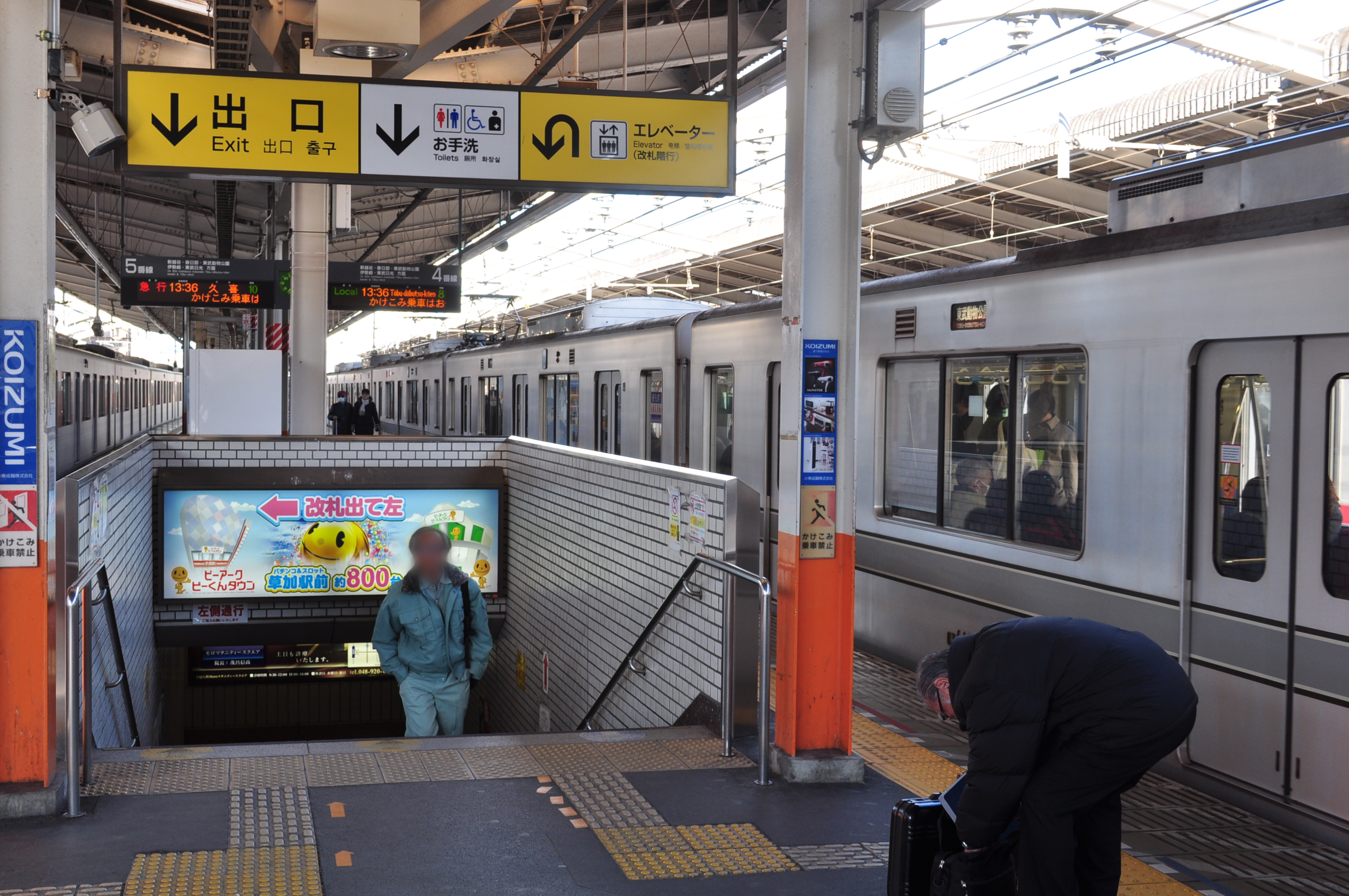
ホーム（2018年1月26日撮影）
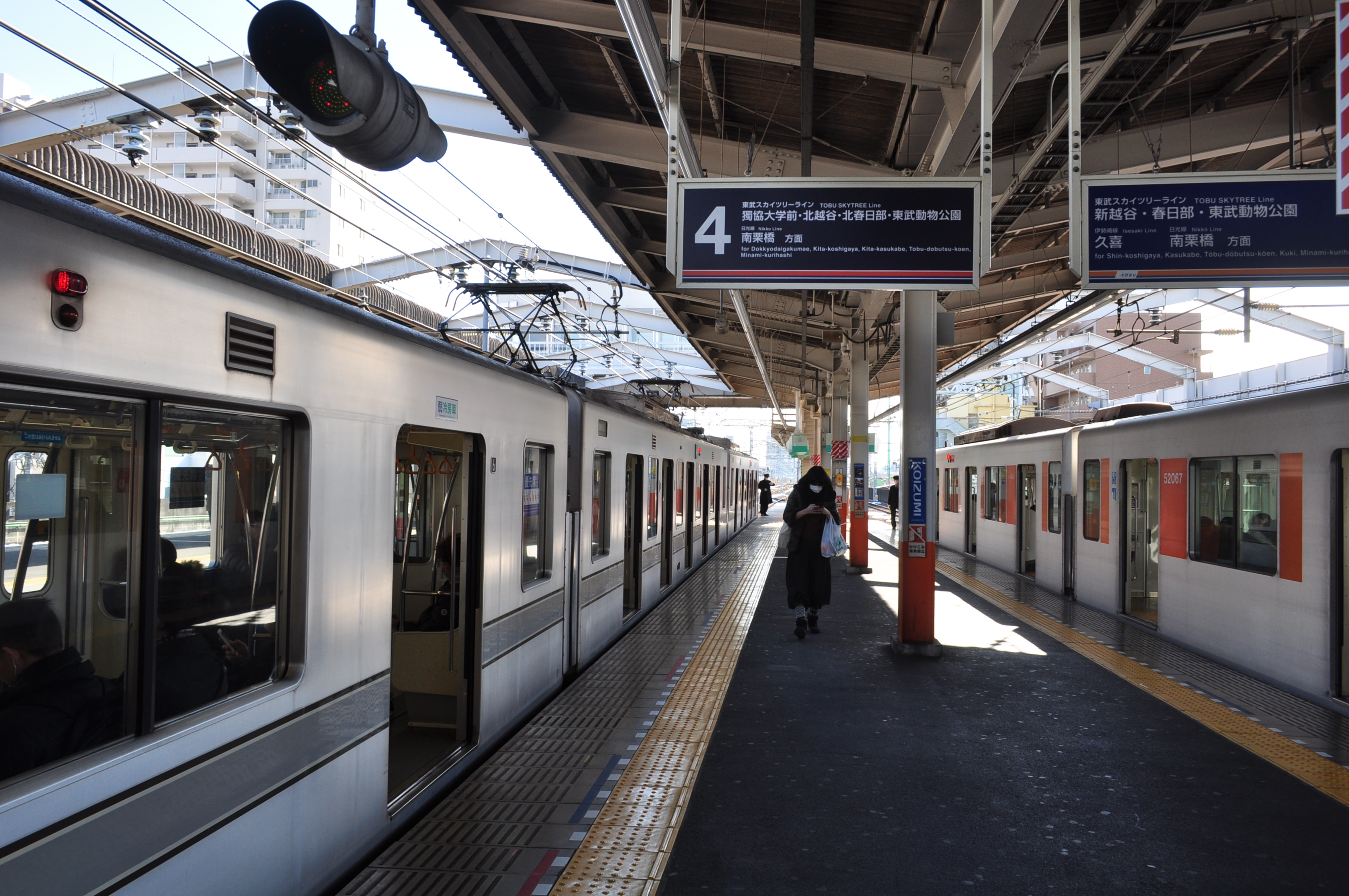
ホーム（2018年1月26日撮影）

## 利用状況
2024年度（令和6年度）の1日平均乗降人員は82,501人である。伊勢崎線の駅では北千住駅、新越谷駅、とうきょうスカイツリー駅（押上駅含む）に次ぐ第4位であり、他線との乗換がない単独駅としては最も多い値である。
近年の1日平均乗降・乗車人員の推移は以下の通り｡
| 年度               | 1日平均 乗降人員 | 1日平均 乗車人員 | 出典                |
| ------------------ | ---------------- | ---------------- | ------------------- |
| 1960年（昭和35年） | 14,665           |                  |                     |
| 1965年（昭和40年） | 34,314           |                  |                     |
| 1970年（昭和45年） | 51,064           |                  |                     |
| 1975年（昭和50年） | 58,714           |                  |                     |
| 1980年（昭和55年） | 56,593           |                  |                     |
| 1985年（昭和60年） | 58,134           |                  |                     |
| 1989年（平成元年） | 67,315           | 34,181           |                     |
| 1990年（平成02年） | 71,420           |                  |                     |
| 1993年（平成05年） | 78,934           | 41,671           |                     |
| 1998年（平成10年） | 80,093           | 41,531           |                     |
| 1999年（平成11年） | 78,937           | 40,913           | [ * 1 ]             |
| 2000年（平成12年） | 78,586           | 40,640           | [ * 2 ]             |
| 2001年（平成13年） | 79,231           | 40,455           | [ * 3 ]             |
| 2002年（平成14年） | 78,781           | 40,151           | [ * 4 ]             |
| 2003年（平成15年） | 80,235           | 40,860           | [ * 5 ]             |
| 2004年（平成16年） | 80,626           | 40,991           | [ * 6 ]             |
| 2005年（平成17年） | 79,915           | 40,614           | [ * 7 ]             |
| 2006年（平成18年） | 78,724           | 39,921           | [ * 8 ]             |
| 2007年（平成19年） | 79,956           | 40,445           | [ * 9 ]             |
| 2008年（平成20年） | 80,689           | 40,631           | [ * 10 ]            |
| 2009年（平成21年） | 79,414           | 39,929           | [ * 11 ]            |
| 2010年（平成22年） | 79,327           | 39,821           | [ * 12 ]            |
| 2011年（平成23年） | 78,433           | 39,474           | [ * 13 ]            |
| 2012年（平成24年） | 80,993           | 40,684           | [ * 14 ]            |
| 2013年（平成25年） | 82,896           | 41,652           | [ * 15 ]            |
| 2014年（平成26年） | 82,844           | 41,578           | [ * 16 ]            |
| 2015年（平成27年） | 84,674           | 42,457           | [ * 17 ]            |
| 2016年（平成28年） | 85,738           | 42,884           | [ * 18 ]            |
| 2017年（平成29年） | 87,341           | 43,663           | [ * 19 ]            |
| 2018年（平成30年） | 88,400           | 44,209           | [ 東武 4 ] [ * 20 ] |
| 2019年（令和元年） | 88,682           | 44,340           | [ 東武 5 ] [ * 21 ] |
| 2020年（令和02年） | 68,850           |                  | [ 東武 6 ]          |
| 2021年（令和03年） | 73,516           | 36,753           | [ 東武 7 ]          |
| 2022年（令和04年） | 78,019           | 38,985           | [ 東武 8 ]          |
| 2023年（令和05年） | 80,663           | 40,296           | [ 東武 1 ]          |
| 2024年（令和06年） | 82,501           | 41,216           | [ 東武 2 ]          |

## 駅周辺

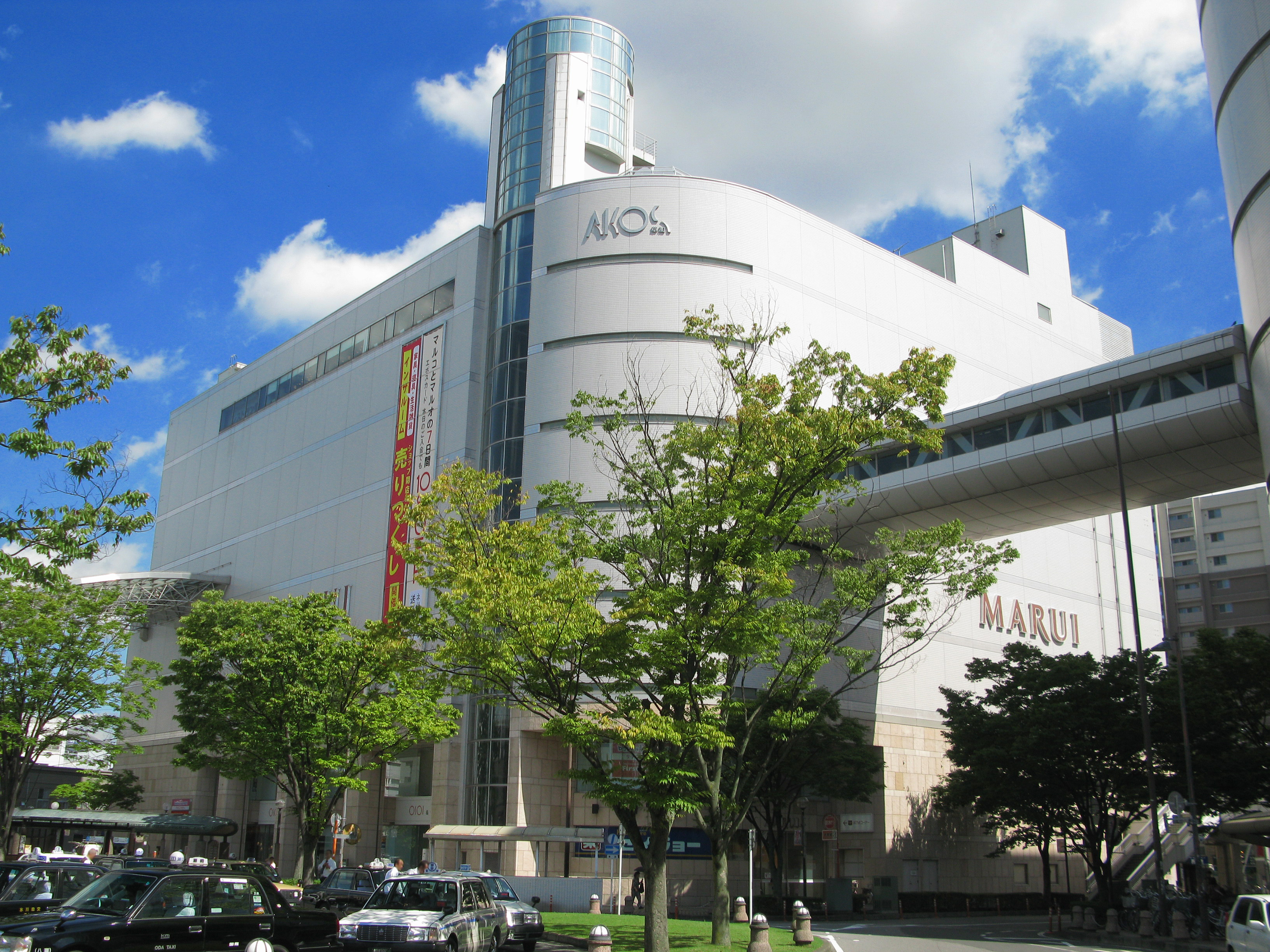
草加マルイ（アコス北館）

複合施設
- アコス
  - 草加マルイ
  - イトーヨーカドー草加店
  - アコスホール

行政
- 草加市役所
- 草加市水道部
- 草加市中央公民館
- 草加市高砂コミュニティセンター
- 草加市歴史民俗資料館
- 草加八潮消防局・草加消防署
- 埼玉県草加保健所
- 草加警察署草加駅前交番

日本郵政グループ事業所
- 中草加郵便局
- 草加住吉郵便局
- 草加氷川郵便局

商業施設
- 草加ヴァリエ（駅ビル）
- ダイエー草加店
- 西友草加店
- ティップネス草加店
- メガロス草加店
- オリンピック 草加店。

宿泊施設
- 東横INN草加駅西口
- HOTEL HOUSEN草加

教育
- 草加市立草加中学校
- 草加市立草加小学校
- 草加市立高砂小学校

## バス路線

### 東口
| 乗り場     | 乗り場 | 系統                                | 行先               | 運行会社                                                                          | 備考         |
| ---------- | ------ | ----------------------------------- | ------------------ | --------------------------------------------------------------------------------- | ------------ |
| 草加駅東口 | 1      | - 草加01 - 草加03 - 草加04 - 草加06 | 八潮駅北口         | 東武バスセントラル                                                                |              |
| 草加駅東口 | 1      | 草加02                              | 木曽根             | 東武バスセントラル                                                                | 平日夜間運転 |
| 草加駅東口 | 1      | 草加05                              | 八潮駅南口         | 東武バスセントラル                                                                |              |
| 草加駅東口 | 2      | 草加09                              | 八潮団地           | 東武バスセントラル                                                                | 深夜バス有り |
| 草加駅東口 | 2      | 草加10                              | 稲荷五丁目         | 東武バスセントラル                                                                |              |
| 草加駅東口 | 3      | 草加12                              | 草加車庫           | 東武バスセントラル                                                                |              |
| 草加駅東口 | 3      | 草加17                              | 谷塚駅東口         | 東武バスセントラル                                                                |              |
| 草加駅東口 | 3      | 草加18                              | 手代町方面最終バス | 東武バスセントラル                                                                |              |
| 草加駅東口 | 3      | 草加19                              | 草加駅東口         | 東武バスセントラル                                                                | 手代町循環   |
| 草加駅東口 | 4      | 空港連絡バス                        | 羽田空港           | - 東武バスセントラル - 京浜急行バス                                               |              |
| 草加駅東口 | 4      | しらこばと号                        | 成田空港           | - 東武バスセントラル - 東京空港交通 - リムジン・パッセンジャーサービス - 千葉交通 |              |

- 上野駅・北千住駅からの深夜急行バス「ミッドナイトアロー春日部」・「ミッドナイトアロー久喜・東鷲宮」は東口に到着する。

### 西口
| 乗り場     | 乗り場 | 系統          | 行先                             | 運行会社                                          | 備考             |
| ---------- | ------ | ------------- | -------------------------------- | ------------------------------------------------- | ---------------- |
| 草加駅西口 | 1      | - 川11 - 川12 | 川口駅東口                       | - 東武バスセントラル - 国際興業                   |                  |
| 草加駅西口 | 2      | 草加14        | 安行出羽                         | - 東武バスセントラル - 国際興業                   |                  |
| 草加駅西口 | 2      | 鳩06          | 鳩ヶ谷駅東口                     | 国際興業                                          |                  |
| 草加駅西口 | 2      | 草加11        | 草加車庫                         | 東武バスセントラル                                | 土曜1本          |
| 草加駅西口 | 2      | 草加15        | 獨協大学前駅西口                 | 東武バスセントラル                                | 土休日のみ運転   |
| 草加駅西口 | 2      | 草加16        | 草加市立病院                     | 東武バスセントラル                                |                  |
| 草加駅西口 | 2      | 草加20        | 清門西                           | 東武バスセントラル                                | 平日22時台2本    |
| 草加駅西口 | 2      | 草加23        | 安行原久保循環（後峯先回り）     | 東武バスセントラル                                | 始車より13時まで |
| 草加駅西口 | 2      | 草加23        | 安行原久保循環（安行北谷先回り） | 東武バスセントラル                                | 13時より終車まで |
| 草加駅西口 | 2      | 竹04          | 竹の塚駅西口                     | 東武バスセントラル                                |                  |
| 草加駅西口 | 3      | 草加22        | 見沼代親水公園駅                 | 東武バスセントラル                                |                  |
| 草加駅西口 | 3      | S-1           | 草加市立病院                     | 草加市コミュニティバス パリポリくんバス南西ルート |                  |
| 草加駅西口 | 3      | S-1           | 見沼代親水公園駅                 | 草加市コミュニティバス パリポリくんバス南西ルート |                  |

- 草加市コミュニティバス「パリポリくんバス」の運行は東武バスセントラル。

## 隣の駅
東武鉄道
 東武スカイツリーライン
■急行・■区間急行・■準急・■区間準急
西新井駅 (TS 13) - 草加駅 (TS 16) - 新越谷駅 (TS 20)
■普通
谷塚駅 (TS 15) - 草加駅 (TS 16) - 獨協大学前駅 (TS 17)